# Mavroplagiá
Mavroplagiá är en ort i Grekland.   Den ligger i prefekturen Nomós Kilkís och regionen Mellersta Makedonien, i den norra delen av landet, 400 km norr om huvudstaden Aten. Mavroplagiá ligger 446 meter över havet och antalet invånare är 111.
Terrängen runt Mavroplagiá är kuperad. Runt Mavroplagiá är det glesbefolkat, med 10 invånare per kvadratkilometer. Närmaste större samhälle är Amáranta, 7,2 km väster om Mavroplagiá. Omgivningarna runt Mavroplagiá är en mosaik av jordbruksmark och naturlig växtlighet.